# إيرا (اسم)
إيرا Ira هو اسم من أسماء الإلهة ساراسواتي في اللغة السنسكريتية (بالعبرية: إيرا עִירָא)، وهو اسم يستخدم للذكور والإناث. في اللغة العبرية معنى الاسم هو «الساهرة». في السنسكريتية، هو اسم إله الرياح وهو والد إله القردة هانومان. كما أنه اسم ابنة داكشا التي تزوجت من الحكيم كاشياب. كما أن اسم «إيرا» هو الاسم المختصر لكل من إيرينيو، إيرينيج، إيرينيوس.

## شخصيات خيالية
- آيرا، شخصية وهمية من شخصيات المسلسل «شعار النار» من إنتاج نينتندو.
- شخصية من شخصيات المسلسل الأمريكي ماد أباوت يو (مسلسل أمريكي).